# شاشی، جیانگسو
شاشی، جیانگسو (به لاتین: Shaxi) یک شهرک در جمهوری خلق چین است که در تایکانگ واقع شده‌است. شاشی ۱۳۲٫۴۱ کیلومتر مربع مساحت دارد.